# Walchia (plante)
Pour les articles homonymes, voir Walchia.
Genre
Walchia est un genre fossile de conifères de la famille des Utrechtiaceae, retrouvé dans des roches datant du Pennsylvanien et du Permien inférieur (de 310 à 290 millions d'années) en Europe et en Amérique du Nord. Son port était semblable à celui d'un Cyprès ou d'un Araucaria.

## Description
Les rameaux de feuilles attribués à Walchia sont caractérisés par une disposition pennée des branches des extrémités. Les petites feuilles, tétragonales et serrées, sont disposées en spirale, de façon éparpillée ou dense. Quelques espèces ont été décrites à partir de pousses portant des cônes terminaux, mais la majorité d'entre elles sont des types végétatifs peu denses.

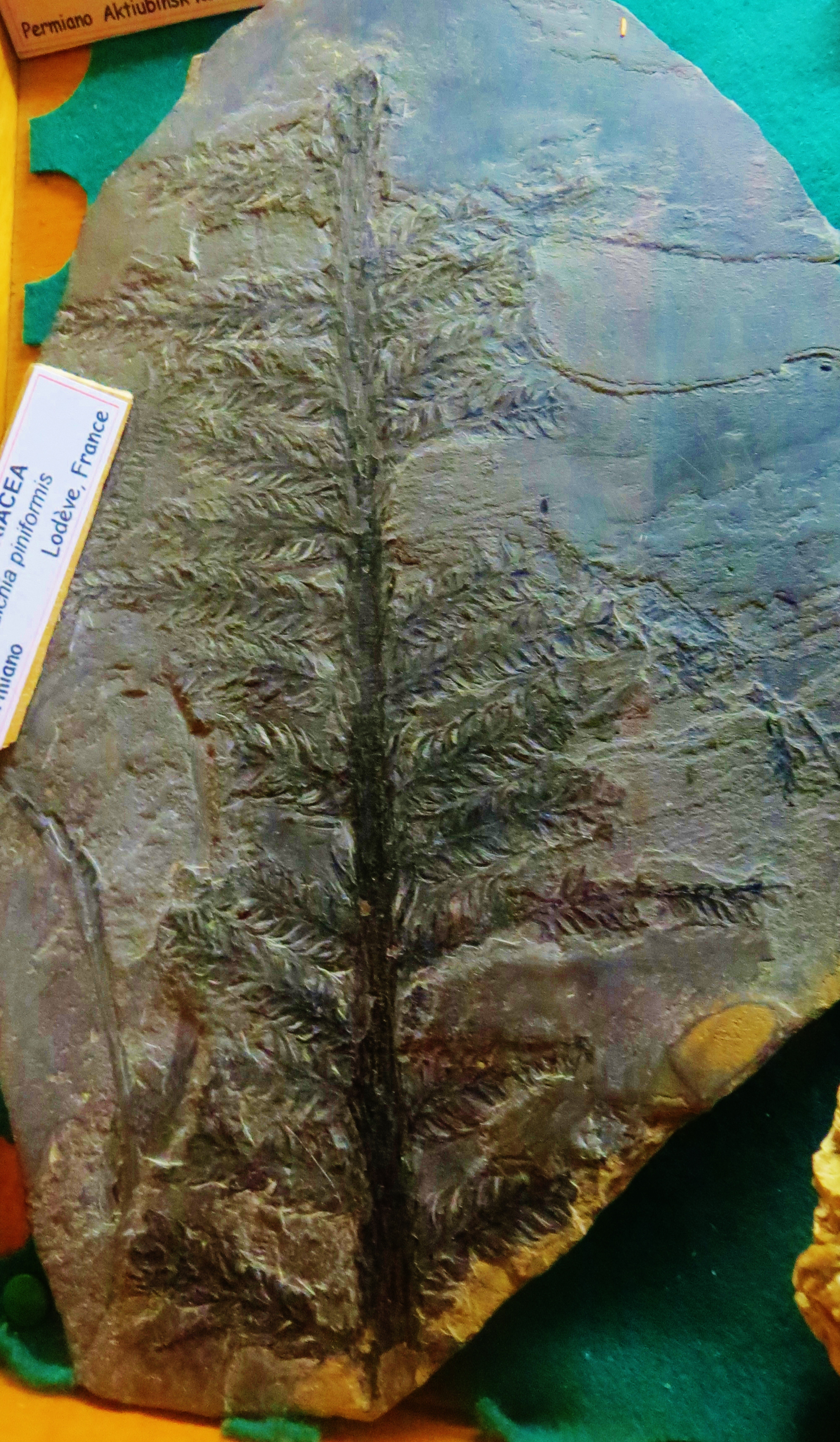
Rameau fossile de Walchia piniformis.
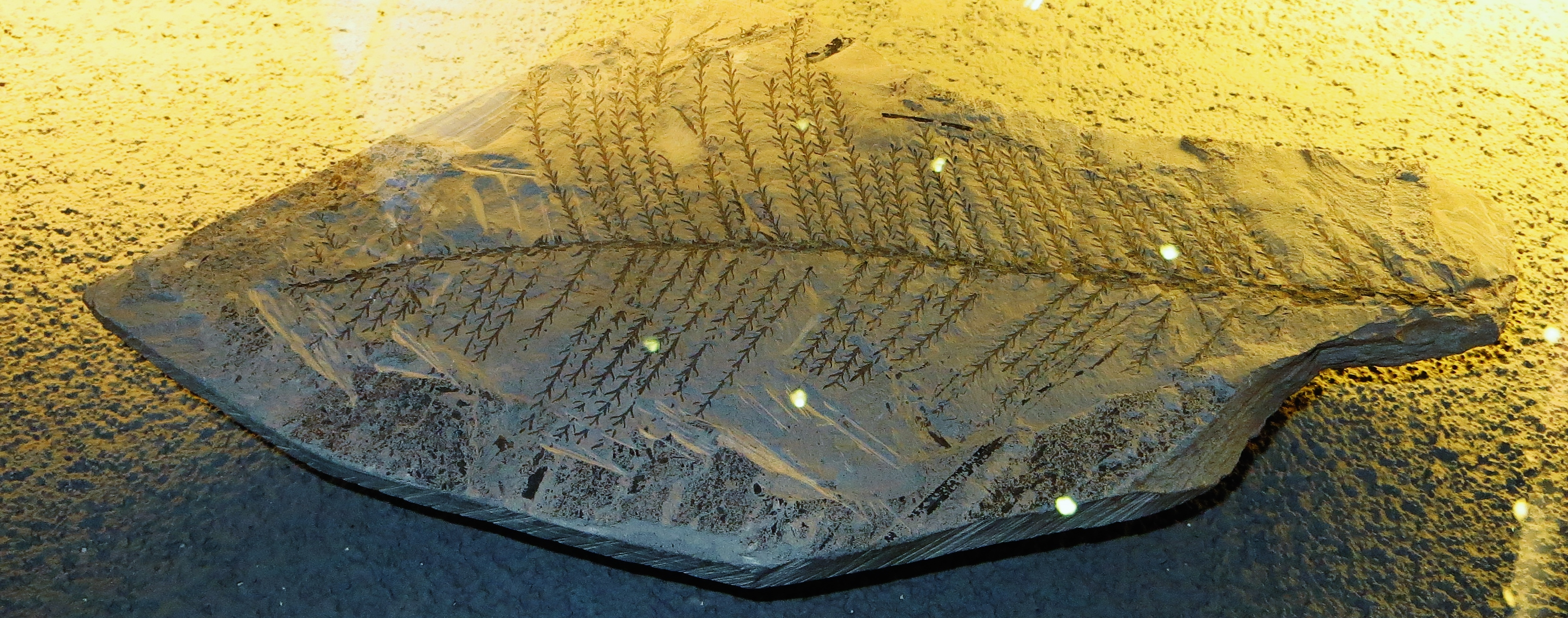
Walchia linearifolia.
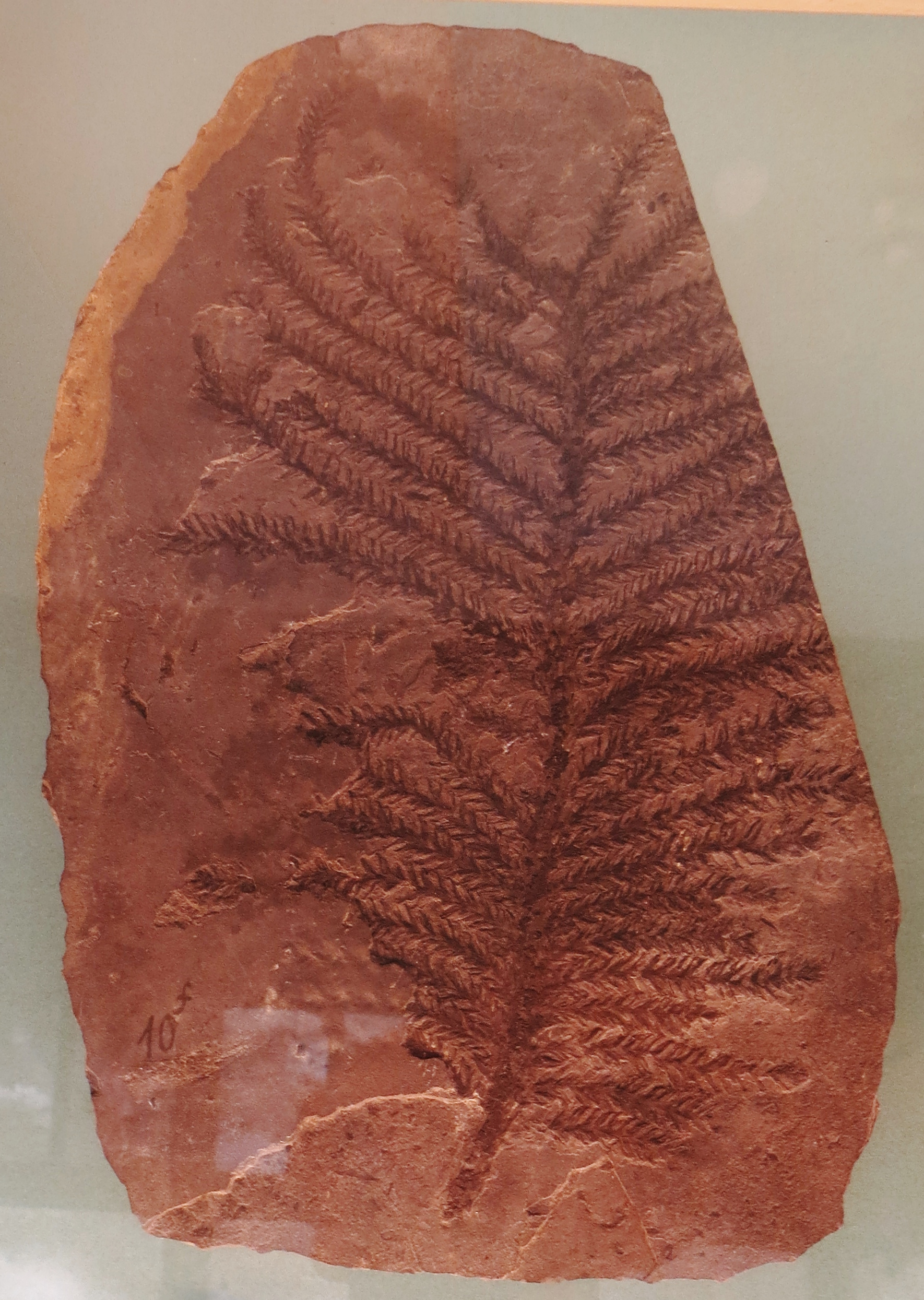
Walchia schlotheimii.
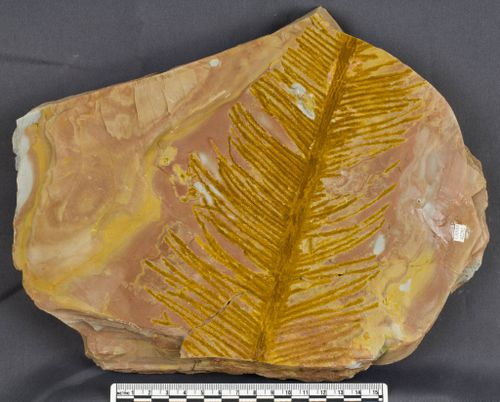
Walchia sp.
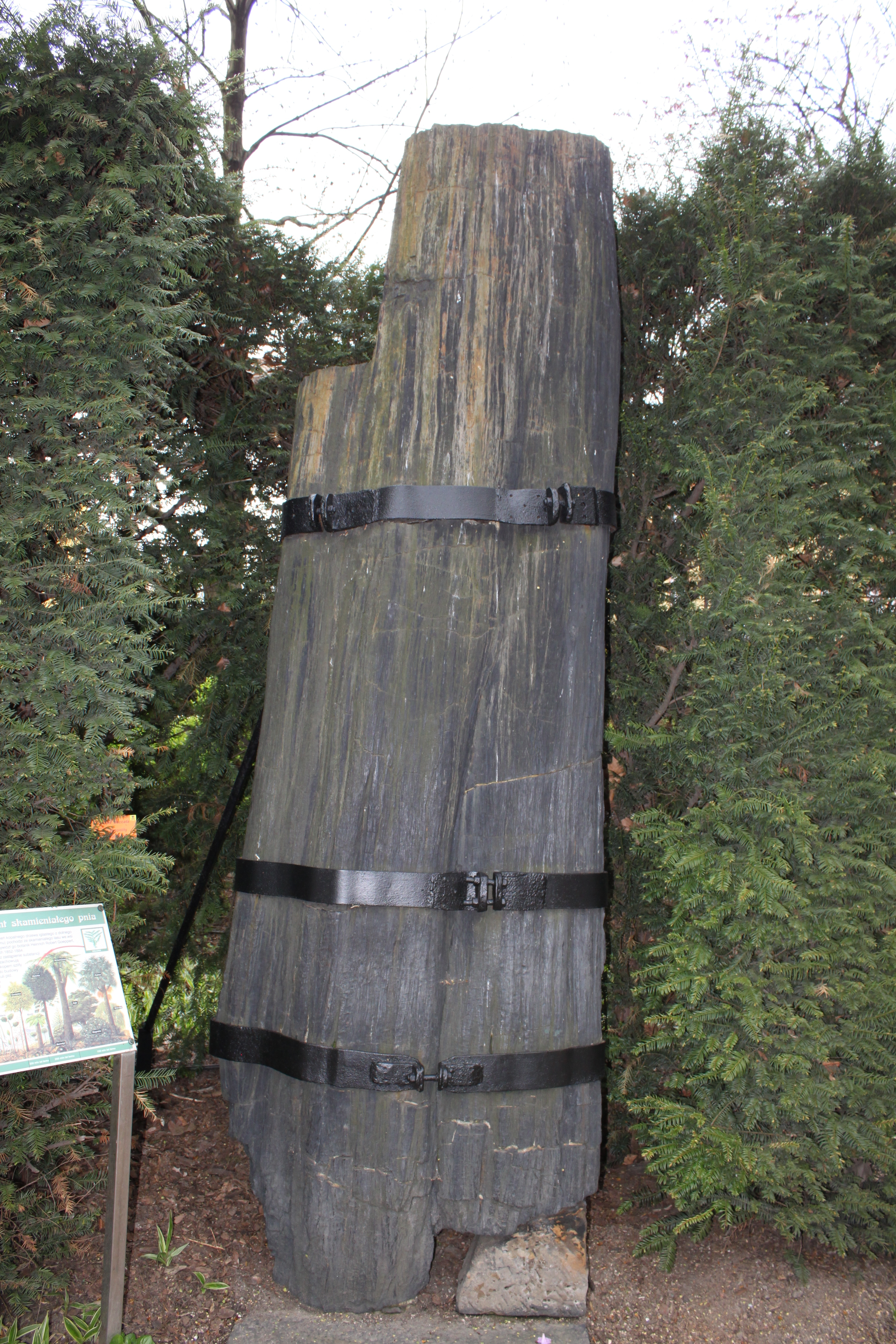
Tronc fossile de Walchia.

## Répartition
Walchia est abondant dans les flores du Permien et se retrouve moins abondamment dans le Carbonifère supérieur (Stéphanien). C'est l'un des genres omniprésents du Paléozoïque supérieur, W. piniformis étant le plus important et le plus répandu des conifères du Paléozoïque.

## Systématique
Le genre est décrit en 1825 par le naturaliste autrichien Kaspar Maria von Sternberg, en même temps que trois espèces : Walchia filiciformis, W. affinis et W. piniformis. Il dédie le nom Walchia au théologien et naturaliste allemand Johann Ernst Immanuel Walch, pour ces travaux de description des roches. Walchia piniformis est l'espèce type, désignée en 1879 par le géologue allemand Ferdinand von Roemer, décrite initialement dans le genre Lycopodiolites sous le basionyme Lycopodiolites piniformis par le paléontologue allemand Ernst Friedrich von Schlotheim.
Walchia est le genre type de la famille des Walchiaceae,, synonyme des Utrechtiaceae selon l'IRMNG (13 juillet 2022).

## Liste des espèces
Selon The International Fossil Plant Names Index (IFPNI) (13 juillet 2022) :
- †Walchia abaeana Zalessky Probl. Paleontol., (2-3): 136. 19 Jul 1937
- †Walchia affinis Sternb. Vers. Fl. Vorwelt, [1](4): xxii. Sep 1825
- †Walchia angustifolia Emmons Amer. Geol., (6): 35. 11 May 1857
- †Walchia appressa Zalessky Probl. Paleontol., (2-3): 73. 19 Jul 1937
- †Walchia arnhardtii Florin Palaeontographica, Abt. B, Paläophytol., 85(4): 230. 1939
- †Walchia bardaeana Zalessky Probl. Paleontol., (2-3): 74. 19 Jul 1937
- †Walchia bertrandii Florin Palaeontographica, Abt. B, Paläophytol., 85(4): 212. 1939
- †Walchia biarmica (Eichw.) Schimp. Traité Paléont. Vég., 2(1): 239. 13 Jun 1870
- †Walchia bipinnata L.-H. Deng, X.-X. Li, Z.-Y. Zhou, R. Xu, J.-N. Zhu Zhongguo Zhiwu Huashi, 1: 153. Nov 1974
- †Walchia borea Zalessky, Tschirk. Fl. Perm. Oural Petch. Païkhoî 54. 23 Oct 1937
- †Walchia brevifolia Emmons Amer. Geol., (6): 107. 11 May 1857
- †Walchia carpentieri Florin Palaeontographica, Abt. B, Paläophytol., 85(4): 232. 1939
- †Walchia dawsonii C.D. White Publ. Carnegie Inst. Washington, (405): 99. 23 Dec 1929
- †Walchia eutassifolia Brongn. ex Renault Cours Bot. Foss., 4: 87. 11 Apr 1885
- †Walchia eutassiformis Brongn. Explic. Carte Géol. Fr., 2: 147. 1848
- †Walchia filiciformis Sternb. Vers. Fl. Vorwelt, [1](4): xxii. Sep 1825
- †Walchia flaccida Goepp. Palaeontographica, 12(5-6): 240. 20-21 Jul 1865
- †Walchia foliosa Eichw. Paleontol. Rossii, Drevnij Period(1): 181. 13 May 1854
- †Walchia frondosa Renault Cours Bot. Foss., 4: 89. 11 Apr 1885
- †Walchia gallica Florin Palaeontographica, Abt. B, Paläophytol., 85(4): 210. 1939
- †Walchia garnettensis (Florin) Clem.-West. Rev. Palaeobot. Palynol., 41(1-2): 111. Mar 1984
- †Walchia geinitzii Florin Palaeontographica, Abt. B, Paläophytol., 85(4): 221. 1939
- †Walchia germanica Florin Bot. Not., 36(4): 560. 20 Oct 1939
- †Walchia germanica Florin Palaeontographica, Abt. B, Paläophytol., 85(4): 237. 1939
- †Walchia goeppertiana (Florin) Clem.-West. Rev. Palaeobot. Palynol., 41(1-2): 111. Mar 1984
- †Walchia gracilis (Dawson) Dawson Rep. Geol. Miner. Res. Prince Edward Island 43. 1 Nov - Dec 1871
- †Walchia gracilis Emmons Amer. Geol., (6): 108. 11 May 1857
- †Walchia gracillima C.D. White Publ. Carnegie Inst. Washington, (405): 100. 23 Dec 1929
- †Walchia hypnoides (Brongn.) Brongn. in A.D. Orb. Dict. Univ. Hist. Nat., 13: 149. 7 Jul 1849
- †Walchia hypnoides Brongn. ex Renault Cours Bot. Foss., 4: 85. 11 Apr 1885
- †Walchia imbricata Schimp. Traité Paléont. Vég., 2(1): 239. 13 Jun 1870
- †Walchia imbricatula Dawson in F. Bain, Dawson Canad. Rec. Sci., 1(3): 161. 1885
- †Walchia kasachstanica Tschirk. Probl. Paleontol., 2-3: 232. 19 Jul 1937
- †Walchia kassagatschica Tschirk. Probl. Paleontol., 2-3: 231. 19 Jul 1937
- †Walchia lanceolata (Goepp.) Schimp. Traité Paléont. Vég., 2(1): 239. 13 Jun 1870
- †Walchia linearifolia Goepp. Palaeontographica, 12(5-6): 242. 20-21 Jul 1865
- †Walchia longifolia Goepp. Palaeontographica, 12(5-6): 242. 20-21 Jul 1865
- †Walchia milneana Tenison-Woods 163.
- †Walchia minuta Florin Palaeontographica, Abt. B, Paläophytol., 85(4): 222. 1939
- †Walchia nilssoniana (Brongn.) E. Hébert Bull. Soc. Géol. France, Series 2, 27: 373. 1870
- †Walchia peremiana Zalessky Probl. Paleontol., (2-3): 74. 19 Jul 1937
- †Walchia piniformis Sternb. Vers. Fl. Vorwelt, [1](4): xxii. Sep 1825
- †Walchia pinnata (Bronn) Gutbier in Geinitz, Gutbier Versteiner. Zechsteingeb. Rothlieg. Sachs., (2): 23. 9 Oct 1849
- †Walchia rigidula Florin Palaeontographica, Abt. B, Paläophytol., 85(4): 229. 1939
- †Walchia robusta Dawson Rep. Geol. Miner. Res. Prince Edward Island 43. 1 Nov - Dec 1871
- †Walchia schlotheimii Brongn. ex Renault Cours Bot. Foss., 4: 86. 11 Apr 1885
- †Walchia schlotheimii (Sternb.) Brongn. in A.D. Orb. Dict. Univ. Hist. Nat., 13: 149. 7 Jul 1849
- †Walchia schneideri Zeiller 206 in 1906.
- †Walchia spinulifolia Zalessky Probl. Paleontol., 1: 234. 3 Jun 1936
- †Walchia stephanensis Florin Palaeontographica, Abt. B, Paläophytol., 85(4): 214. 1939
- †Walchia sternbergii (Brongn.) Brongn. in A.D. Orb. Dict. Univ. Hist. Nat., 13: 149. 7 Jul 1849
- †Walchia stricta Florin Palaeontographica, Abt. B, Paläophytol., 85(4): 224. 1939
- †Walchia valdajolensis (A. Moug.) Seward Foss. Pl., 4: 280. 22 Aug 1919
- †Walchia variabilis Emmons Amer. Geol., (6): 108. 11 May 1857
- †Walchia whitei Florin Palaeontographica, Abt. B, Paläophytol., 85(4): 219. 1939
- †Walchia williamsonis (Brongn. ex Lindl., Hutton) Morris Cat. Brit. Foss. 25. 13-29 Jul 1843